# Боджа
Боджа (рум. Bogea) — село у повіті Долж в Румунії. Входить до складу комуни Алмеж.
Село розташоване на відстані 189 км на захід від Бухареста, 14 км на північний захід від Крайови.

## Населення
За даними перепису населення 2002 року у селі проживала 551 особа, усі — румуни. Усі жителі села рідною мовою назвали румунську.